# Unidade de Concentrado de Urânio da INB em Caetité
A mina de Caetité é uma mina de urânio a céu aberto localizada no Brasil, no município de Caetité, na Bahia. É a única mina de urânio da América Latina. A produção de urânio desta mina destina-se exclusivamente à indústria civil brasileira.
Descoberto em 1977, este depósito de urânio é explorado desde 1999. A produção chega a 400 toneladas de concentrados de urânio por ano. A mina emprega aproximadamente 600 pessoas.[carece de fontes?]
A mídia brasileira noticiou a contaminação das águas subterrâneas do município. A situação tornou-se particularmente crítica em 2010, devido a uma seca. A operadora da mina, a empresa Indústrias Nucleares do Brasil (INB), é acusada de ser a responsável pela contaminação da água. Em 2009, o Greenpeace denunciou vazamentos causados pela INB e a falta de transparência dos órgãos de controle brasileiros.